# Henrik I av Mecklenburg
Henrik I "Pilgrimen" av Mecklenburg, tyska Heinrich "der Pilger", född 1230/1232, död 2 januari 1302 i Mecklenburg, begravd i Doberan, var furste av Mecklenburg 1264-1302. Son till furst Johan I av Mecklenburg (död 1264) och Luitgard av Henneberg.

## Biografi
Henrik, herre av Mecklenburg i Wismar 1257, efterträdde fadern 1264 i styret av furstendömet Mecklenburg. Omkring 1270 genomförde han ett korståg till Livland mot de hedniska litauerna och utmärkte sig då för sin tapperhet.
1271 drog Henrik på pilgrimsfärd till Jerusalem, men på resan dit tillfångatogs han av saracenerna. Han fördes till Kairo där han fängslades. Nyheten om Henriks bittra öde nådde inte Mecklenburg förrän 1275, men då utbröt genast strider mellan bröder och kusiner om vem som skulle leda förmyndarskapet över Henriks maka Anastasia och parets barn. Det beslutades att förmyndarskapet skulle föras gemensamt.
Anastasia fick 1278 nyheter om att hennes make Henrik ännu levde. Med bistånd av staden Lübeck sände hon då en betydande summa pengar till de tyska riddarna i Akkon, för att dessa skulle utverka Henriks frigivning. Pengarna returnerades dock till Anastasia då nya strider brutit ut med saracenerna.
Först 1279 återfick Henrik sin frihet av sultan Malek al-Mansur. Han uppehöll sig dock i Morea och Rom, och först 1298 återvände Henrik till Mecklenburg, där han avled 2 januari 1302.

## Äktenskap och barn
Henrik gifte sig 1259/1260 med Anastasia av Pommern (död 1317), regent av Mecklenburg 1272-1287. Paret fick följande barn:
1. Luitgard (mördades 1283), gift med blivande kung Przemysl av Polen (mördades 1296)
2. Henrik II av Mecklenburg (död 1329), furste av Mecklenburg
3. Johan III (drunknade 1289), furste av Mecklenburg